# Agapanthia detrita
Agapanthia detrita är en skalbaggsart som beskrevs av Ernst Gustav Kraatz 1882. Agapanthia detrita ingår i släktet Agapanthia och familjen långhorningar.
Artens utbredningsområde är Kazakstan. Inga underarter finns listade i Catalogue of Life.